# FA Cup 1966/67
Der FA Cup 1966/67 war die 86. Austragung des The Football Association Challenge Cup (meist als FA Cup bekannt).
Der Pokalwettbewerb startete mit der Qualifikation zwischen dem 3. September 1966 und dem 19. Oktober 1966. Die Hauptrunde begann anschließend ab dem 26. November 1966 und endete mit dem Finale in Wembley in London am 20. Mai 1967 vor einer Kulisse von offiziell 100.000 Zuschauern. Sieger des Wettbewerbs wurde zum fünften Mal Tottenham Hotspur. Unterlegener Finalist war der FC Chelsea.

## Wettbewerb

### Erste Hauptrunde
| Datum             |                      | Ergebnis |                        |
| ----------------- | -------------------- | -------- | ---------------------- |
| 26. November 1966 | AFC Bournemouth      | 3:0      | Welton Rovers          |
| 26. November 1966 | FC Aldershot         | 2:1      | Torquay United         |
| 26. November 1966 | Ashford Town         | 4:1      | Cambridge City         |
| 26. November 1966 | FC Barnsley          | 3:1      | FC Southport           |
| 26. November 1966 | Bath City            | 1:0      | Sutton United          |
| 26. November 1966 | FC Bishop Auckland   | 1:1      | Blyth Spartans         |
| 26. November 1966 | Bradford City        | 1:2      | Port Vale              |
| 26. November 1966 | Bradford Park Avenue | 3:2      | Witton Albion          |
| 26. November 1966 | FC Brentford         | 1:0      | Chelmsford City        |
| 26. November 1966 | FC Chester           | 2:5      | FC Middlesbrough       |
| 26. November 1966 | Crewe Alexandra      | 1:1      | Grimsby Town           |
| 26. November 1966 | FC Darlington        | 0:0      | Stockport County       |
| 26. November 1966 | FC Enfield           | 6:0      | Chesham United         |
| 26. November 1966 | Exeter City          | 1:1      | Luton Town             |
| 26. November 1966 | Halifax Town         | 2:2      | Doncaster Rovers       |
| 26. November 1966 | FC Folkestone        | 2:2      | Swansea Town           |
| 26. November 1966 | Gainsborough Trinity | 0:1      | Colchester United      |
| 26. November 1966 | FC Gillingham        | 4:1      | FC Tamworth            |
| 26. November 1966 | Grantham Town        | 2:1      | FC Wimbledon           |
| 26. November 1966 | FC Hendon            | 1:3      | FC Reading             |
| 26. November 1966 | FC Horsham           | 0:3      | Swindon Town           |
| 26. November 1966 | Lincoln City         | 3:4      | Scunthorpe United      |
| 26. November 1966 | Mansfield Town       | 4:1      | Bangor City            |
| 26. November 1966 | AFC Newport County   | 1:2      | Brighton & Hove Albion |
| 26. November 1966 | Oldham Athletic      | 3:1      | Notts County           |
| 26. November 1966 | FC Orient            | 2:1      | Lowestoft Town         |
| 26. November 1966 | Oxford City          | 2:2      | Bristol Rovers         |
| 26. November 1966 | Peterborough United  | 4:1      | Hereford United        |
| 26. November 1966 | Queens Park Rangers  | 3:2      | Poole Town             |
| 26. November 1966 | AFC Rochdale         | 1:3      | AFC Barrow             |
| 26. November 1966 | Shrewsbury Town      | 5:2      | Hartlepools United     |
| 26. November 1966 | FC South Shields     | 1:4      | AFC Workington         |
| 26. November 1966 | Tranmere Rovers      | 1:1      | Wigan Athletic         |
| 26. November 1966 | FC Walsall           | 2:0      | St. Neots Town         |
| 26. November 1966 | FC Watford           | 1:0      | Southend United        |
| 26. November 1966 | FC Wealdstone        | 0:2      | Nuneaton Borough       |
| 26. November 1966 | AFC Wrexham          | 3:2      | FC Chesterfield        |
| 26. November 1966 | Wycombe Wanderers    | 1:1      | Bedford Town           |
| 26. November 1966 | Yeovil Town          | 1:3      | Oxford United          |
| 26. November 1966 | York City            | 0:0      | FC Morecambe           |

#### Wiederholungsspiele
| Datum             |                    | Ergebnis |                    |
| ----------------- | ------------------ | -------- | ------------------ |
| 28. November 1966 | Wigan Athletic     | 0:1      | Tranmere Rovers    |
| 29. November 1966 | Bristol Rovers     | 4:0      | Oxford City        |
| 29. November 1966 | Doncaster Rovers   | 1:3      | Halifax Town       |
| 29. November 1966 | Stockport County   | 1:1      | FC Darlington      |
| 29. November 1966 | Swansea Town       | 7:2      | FC Folkestone      |
| 30. November 1966 | Bedford Town       | 3:3      | Wycombe Wanderers  |
| 30. November 1966 | Blyth Spartans     | 0:0      | FC Bishop Auckland |
| 30. November 1966 | Grimsby Town       | 0:1      | Crewe Alexandra    |
| 30. November 1966 | FC Morecambe       | 1:1      | York City          |
| 1. Dezember 1966  | Luton Town         | 2:0      | Exeter City        |
| 5. Dezember 1966  | FC Bishop Auckland | 3:3      | Blyth Spartans     |
| 5. Dezember 1966  | FC Darlington      | 4:2      | Stockport County   |
| 5. Dezember 1966  | Wycombe Wanderers  | 1:1      | Bedford Town       |
| 8. Dezember 1966  | Bedford Town       | 3:2      | Wycombe Wanderers  |
| 8. Dezember 1966  | Blyth Spartans     | 1:4      | FC Bishop Auckland |
| 8. Dezember 1966  | York City          | 1:0      | FC Morecambe       |

### Zweite Hauptrunde
| Datum           |                      | Ergebnis |                        |
| --------------- | -------------------- | -------- | ---------------------- |
| 7. Januar 1967  | FC Barnsley          | 1:1      | Port Vale              |
| 7. Januar 1967  | AFC Barrow           | 2:1      | Tranmere Rovers        |
| 7. Januar 1967  | Bath City            | 0:5      | Brighton & Hove Albion |
| 7. Januar 1967  | FC Bishop Auckland   | 0:0      | Halifax Town           |
| 7. Januar 1967  | Bristol Rovers       | 3:2      | Luton Town             |
| 7. Januar 1967  | Colchester United    | 0:3      | Peterborough United    |
| 7. Januar 1967  | Crewe Alexandra      | 2:1      | FC Darlington          |
| 7. Januar 1967  | FC Enfield           | 2:4      | FC Watford             |
| 7. Januar 1967  | Grantham Town        | 0:4      | Oldham Athletic        |
| 7. Januar 1967  | Mansfield Town       | 2:1      | Scunthorpe United      |
| 7. Januar 1967  | FC Middlesbrough     | 1:1      | York City              |
| 7. Januar 1967  | Nuneaton Borough     | 2:0      | Swansea Town           |
| 7. Januar 1967  | FC Orient            | 0:0      | FC Brentford           |
| 7. Januar 1967  | Queens Park Rangers  | 2:0      | AFC Bournemouth        |
| 7. Januar 1967  | Shrewsbury Town      | 5:1      | AFC Wrexham            |
| 7. Januar 1967  | FC Walsall           | 3:1      | FC Gillingham          |
| 10. Januar 1967 | Swindon Town         | 5:0      | Ashford Town           |
| 11. Januar 1967 | Bradford Park Avenue | 3:1      | AFC Workington         |
| 11. Januar 1967 | Oxford United        | 1:1      | Bedford Town           |
| 16. Januar 1967 | Aldershot            | 1:0      | FC Reading             |

#### Wiederholungsspiele
| Datum           |                  | Ergebnis |                    |
| --------------- | ---------------- | -------- | ------------------ |
| 10. Januar 1967 | FC Brentford     | 3:1      | FC Orient          |
| 10. Januar 1967 | Halifax Town     | 7:0      | FC Bishop Auckland |
| 11. Januar 1967 | York City        | 0:0      | FC Middlesbrough   |
| 16. Januar 1967 | Bedford Town     | 1:0      | Oxford United      |
| 16. Januar 1967 | FC Middlesbrough | 4:1      | York City          |
| 16. Januar 1967 | Port Vale        | 1:3      | FC Barnsley        |

### Dritte Hauptrunde
| Datum           |                      | Ergebnis |                         |
| --------------- | -------------------- | -------- | ----------------------- |
| 28. Januar 1967 | FC Aldershot         | 0:0      | Brighton & Hove Albion  |
| 28. Januar 1967 | FC Barnsley          | 1:1      | Cardiff City            |
| 28. Januar 1967 | AFC Barrow           | 2:2      | FC Southampton          |
| 28. Januar 1967 | Bedford Town         | 2:6      | Peterborough United     |
| 28. Januar 1967 | Birmingham City      | 2:1      | FC Blackpool            |
| 28. Januar 1967 | Blackburn Rovers     | 1:2      | Carlisle United         |
| 28. Januar 1967 | Bolton Wanderers     | 1:0      | Crewe Alexandra         |
| 28. Januar 1967 | Bradford Park Avenue | 1:3      | FC Fulham               |
| 28. Januar 1967 | Bristol Rovers       | 0:3      | FC Arsenal              |
| 28. Januar 1967 | FC Burnley           | 0:0      | FC Everton              |
| 28. Januar 1967 | FC Bury              | 2:0      | FC Walsall              |
| 28. Januar 1967 | Charlton Athletic    | 0:1      | Sheffield United        |
| 28. Januar 1967 | Coventry City        | 3:4      | Newcastle United        |
| 28. Januar 1967 | Halifax Town         | 1:1      | Bristol City            |
| 28. Januar 1967 | Huddersfield Town    | 1:2      | FC Chelsea              |
| 28. Januar 1967 | Hull City            | 1:1      | FC Portsmouth           |
| 28. Januar 1967 | Ipswich Town         | 4:1      | Shrewsbury Town         |
| 28. Januar 1967 | Leeds United         | 3:0      | Crystal Palace          |
| 28. Januar 1967 | Manchester City      | 2:1      | Leicester City          |
| 28. Januar 1967 | Manchester United    | 2:0      | Stoke City              |
| 28. Januar 1967 | Mansfield Town       | 2:0      | FC Middlesbrough        |
| 28. Januar 1967 | FC Millwall          | 0:0      | Tottenham Hotspur       |
| 28. Januar 1967 | Northampton Town     | 1:3      | West Bromwich Albion    |
| 28. Januar 1967 | Norwich City         | 3:0      | Derby County            |
| 28. Januar 1967 | Nottingham Forest    | 2:1      | Plymouth Argyle         |
| 28. Januar 1967 | Nuneaton Borough     | 1:1      | Rotherham United        |
| 28. Januar 1967 | Oldham Athletic      | 2:2      | Wolverhampton Wanderers |
| 28. Januar 1967 | Preston North End    | 0:1      | Aston Villa             |
| 28. Januar 1967 | Sheffield Wednesday  | 3:0      | Queens Park Rangers     |
| 28. Januar 1967 | AFC Sunderland       | 5:2      | FC Brentford            |
| 28. Januar 1967 | FC Watford           | 0:0      | FC Liverpool            |
| 28. Januar 1967 | West Ham United      | 3:3      | Swindon Town            |

#### Wiederholungsspiele
| Datum           |                         | Ergebnis |                  |
| --------------- | ----------------------- | -------- | ---------------- |
| 31. Januar 1967 | Bristol City            | 4:1      | Halifax Town     |
| 31. Januar 1967 | Cardiff City            | 2:1      | FC Barnsley      |
| 31. Januar 1967 | FC Everton              | 2:1      | FC Burnley       |
| 31. Januar 1967 | Rotherham United        | 1:0      | Nuneaton Borough |
| 31. Januar 1967 | Swindon Town            | 3:1      | West Ham United  |
| 1. Februar 1967 | Brighton & Hove Albion  | 3:1      | FC Aldershot     |
| 1. Februar 1967 | FC Liverpool            | 3:1      | FC Watford       |
| 1. Februar 1967 | FC Portsmouth           | 2:2      | Hull City        |
| 1. Februar 1967 | FC Southampton          | 3:0      | AFC Barrow       |
| 1. Februar 1967 | Tottenham Hotspur       | 1:0      | FC Millwall      |
| 1. Februar 1967 | Wolverhampton Wanderers | 4:1      | Oldham Athletic  |
| 6. Februar 1967 | Hull City               | 1:3      | FC Portsmouth    |

### Vierte Hauptrunde
| Datum            |                         | Ergebnis |                      |
| ---------------- | ----------------------- | -------- | -------------------- |
| 18. Februar 1967 | Bolton Wanderers        | 0:0      | FC Arsenal           |
| 18. Februar 1967 | Brighton & Hove Albion  | 1:1      | FC Chelsea           |
| 18. Februar 1967 | Bristol City            | 1:0      | FC Southampton       |
| 18. Februar 1967 | Cardiff City            | 1:1      | Manchester City      |
| 18. Februar 1967 | FC Fulham               | 1:1      | Sheffield United     |
| 18. Februar 1967 | Ipswich Town            | 2:0      | Carlisle United      |
| 18. Februar 1967 | Leeds United            | 5:0      | West Bromwich Albion |
| 18. Februar 1967 | FC Liverpool            | 1:0      | Aston Villa          |
| 18. Februar 1967 | Manchester United       | 1:2      | Norwich City         |
| 18. Februar 1967 | Nottingham Forest       | 3:0      | Newcastle United     |
| 18. Februar 1967 | Rotherham United        | 0:0      | Birmingham City      |
| 18. Februar 1967 | Sheffield Wednesday     | 4:0      | Mansfield Town       |
| 18. Februar 1967 | AFC Sunderland          | 7:1      | Peterborough United  |
| 18. Februar 1967 | Swindon Town            | 2:1      | FC Bury              |
| 18. Februar 1967 | Tottenham Hotspur       | 3:1      | FC Portsmouth        |
| 18. Februar 1967 | Wolverhampton Wanderers | 1:1      | FC Everton           |

#### Wiederholungsspiele
| Datum            |                  | Ergebnis |                         |
| ---------------- | ---------------- | -------- | ----------------------- |
| 21. Februar 1967 | Birmingham City  | 2:1      | Rotherham United        |
| 21. Februar 1967 | FC Everton       | 3:1      | Wolverhampton Wanderers |
| 22. Februar 1967 | FC Arsenal       | 3:0      | Bolton Wanderers        |
| 22. Februar 1967 | FC Chelsea       | 4:0      | Brighton & Hove Albion  |
| 22. Februar 1967 | Manchester City  | 3:1      | Cardiff City            |
| 1. März 1967     | Sheffield United | 3:1      | FC Fulham               |

### Fünfte Hauptrunde
| Datum         |                   | Ergebnis |                     |
| ------------- | ----------------- | -------- | ------------------- |
| 11. März 1967 | Birmingham City   | 1:0      | FC Arsenal          |
| 11. März 1967 | FC Chelsea        | 2:0      | Sheffield United    |
| 11. März 1967 | FC Everton        | 1:0      | FC Liverpool        |
| 11. März 1967 | Manchester City   | 1:1      | Ipswich Town        |
| 11. März 1967 | Norwich City      | 1:3      | Sheffield Wednesday |
| 11. März 1967 | Nottingham Forest | 0:0      | Swindon Town        |
| 11. März 1967 | AFC Sunderland    | 1:1      | Leeds United        |
| 11. März 1967 | Tottenham Hotspur | 2:0      | Bristol City        |

#### Wiederholungsspiele
| Datum         |                   | Ergebnis |                   |
| ------------- | ----------------- | -------- | ----------------- |
| 14. März 1967 | Ipswich Town      | 0:3      | Manchester City   |
| 14. März 1967 | Swindon Town      | 1:1      | Nottingham Forest |
| 15. März 1967 | Leeds United      | 1:1      | AFC Sunderland    |
| 20. März 1967 | Nottingham Forest | 3:0      | Swindon Town      |
| 20. März 1967 | AFC Sunderland    | 1:2      | Leeds United      |

### Sechste Hauptrunde
| Datum         |                   | Ergebnis |                     |
| ------------- | ----------------- | -------- | ------------------- |
| 8. April 1967 | Birmingham City   | 0:0      | Tottenham Hotspur   |
| 8. April 1967 | FC Chelsea        | 1:0      | Sheffield Wednesday |
| 8. April 1967 | Leeds United      | 1:0      | Manchester City     |
| 8. April 1967 | Nottingham Forest | 3:2      | FC Everton          |

#### Wiederholungsspiel
| Datum          |                   | Ergebnis |                 |
| -------------- | ----------------- | -------- | --------------- |
| 12. April 1967 | Tottenham Hotspur | 6:0      | Birmingham City |

### Halbfinale
Die beiden Spiele wurden am 29. April 1967 ausgetragen.
|                   | Ergebnis |                   | Ort        |
| ----------------- | -------- | ----------------- | ---------- |
| FC Chelsea        | 1:0      | Leeds United      | Birmingham |
| Tottenham Hotspur | 2:1      | Nottingham Forest | Sheffield  |

### Finale
| Tottenham Hotspur                         | Tottenham Hotspur | FC Chelsea | FC Chelsea |
| ----------------------------------------- | --- | --- | ---------- |
| Tottenham Hotspur                         | \| Finale \| \| Samstag, 20. Mai 1967 in London (Wembley) \| \| Ergebnis: 2:1 (1:0) \| \| Zuschauer: 100.000 \| \| Schiedsrichter: Ken Dagnall \| \| Spielbericht \|                       | \| Finale \| \| Samstag, 20. Mai 1967 in London (Wembley) \| \| Ergebnis: 2:1 (1:0) \| \| Zuschauer: 100.000 \| \| Schiedsrichter: Ken Dagnall \| \| Spielbericht \|                         | FC Chelsea |
| Tottenham Hotspur                         | Pat Jennings – Joe Kinnear, Cyril Knowles – Alan Mullery, Mike England, Dave Mackay – Jimmy Robertson, Jimmy Greaves, Alan Gilzean, Terry Venables, Frank Saul Cheftrainer: Bill Nicholson | Peter Bonetti – Allan Harris, Eddie McCreadie – John Hollins, Marvin Hinton, Ron Harris – Charlie Cooke, Tommy Baldwin, Tony Hateley, Bobby Tambling, John Boyle Cheftrainer: Tommy Docherty | FC Chelsea |
| Tottenham Hotspur                         | 1:0 Jimmy Robertson (40.) 2:0 Frank Saul (67.) | 2:1 Bobby Tambling (85.) | FC Chelsea |
| Finale                                    | | |            |
| Samstag, 20. Mai 1967 in London (Wembley) | | |            |
| Ergebnis: 2:1 (1:0)                       | | |            |
| Zuschauer: 100.000                        | | |            |
| Schiedsrichter: Ken Dagnall               | | |            |
| Spielbericht                              | | |            |